# Scatopsciara subapicalis
Scatopsciara subapicalis är en tvåvingeart som först beskrevs av Hans-Georg Rudzinski 1993.  Scatopsciara subapicalis ingår i släktet Scatopsciara och familjen sorgmyggor.
Artens utbredningsområde är Tyskland. Inga underarter finns listade i Catalogue of Life.